# Sebastian Desbrielles
Sebastian Desbrielles (ur. 28 kwietnia 1739 w Bourges, zm. 3 września 1792 w Paryżu) – Błogosławiony Kościoła katolickiego.

## Życiorys
Urodził się 28 kwietnia 1739 roku. Był księdzem i nauczycielem. Został zamordowany w czasie rewolucji francuskiej. 17 października 1926 roku został beatyfikowany przez Piusa XI w grupie 191 męczenników z Paryża.